# Eduard Souchay

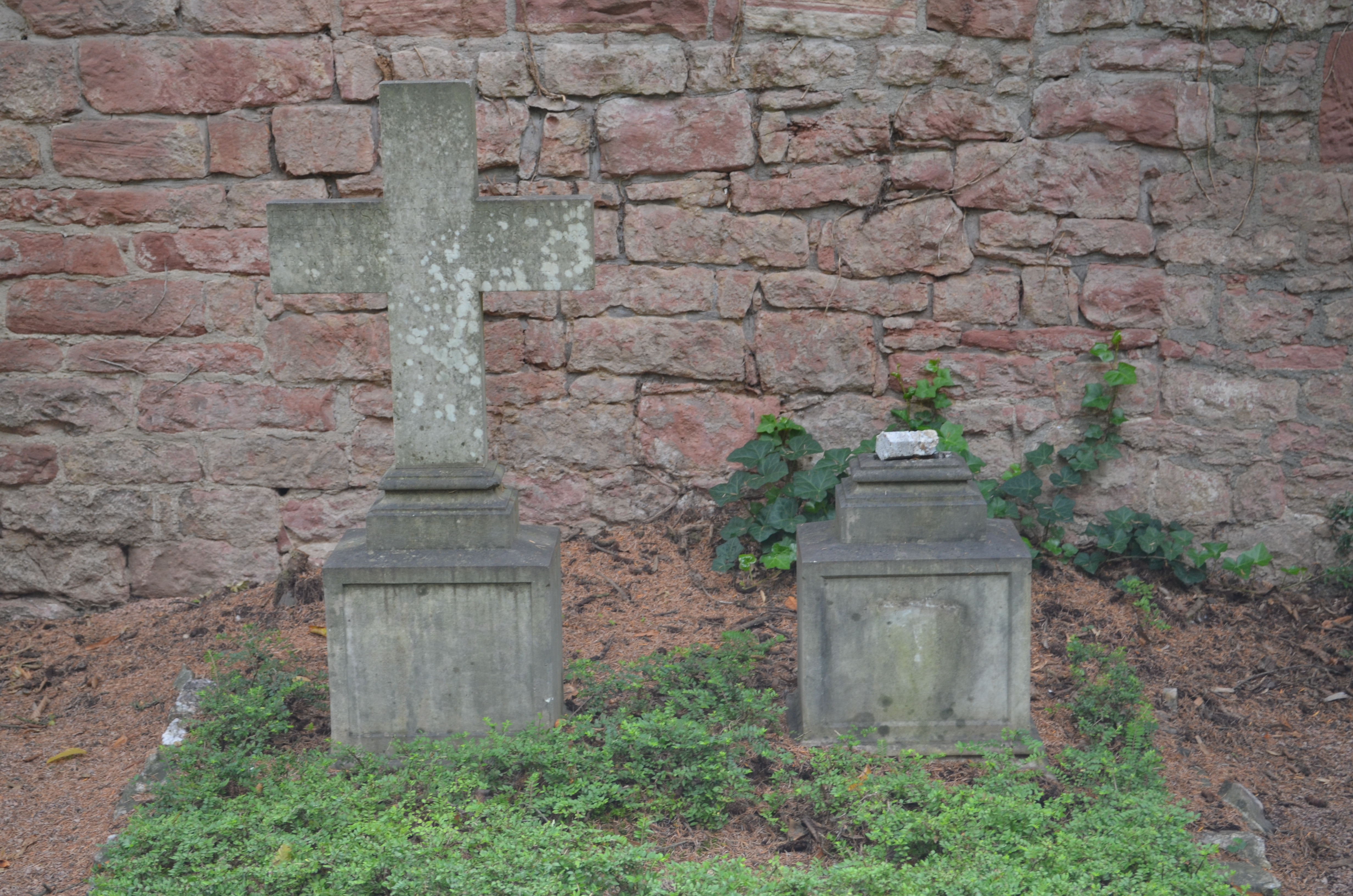
Grab von Eduard Souchay

Eduard Franz Souchay de la Duboissière (* 16. Dezember 1800 in Frankfurt am Main; † 1. Juli 1872 ebenda) war ein Frankfurter Politiker und Jurist. 1849 war er Reichskommissar für die deutsche Zentralgewalt.

## Leben und Werk
Die Souchays waren eine seit dem 18. Jahrhundert in Frankfurt ansässige hugenottische Kaufmannsfamilie, die im Tuchhandel zu Wohlstand gelangt war. Sein Vater Cornelius Carl Souchay hatte das Tuchhandelsunternehmen Schunck, Souchay & Co. gegründet, das über seine Niederlassungen in England, Italien und Russland den europäischen Markt belieferte. Johann Daniel Souchay war sein älterer Bruder. Eduard Souchay wuchs in einem kultivierten Elternhaus auf. Sein Vater förderte die Künste, der Salon seiner Mutter Helene geb. Schunck in der Villa am Fahrtor war ein gesellschaftlicher und kultureller Mittelpunkt seiner Heimatstadt.
Eduard Souchay besuchte von 1813 bis 1818 das Frankfurter Gymnasium. Der Unterricht bei dem Historiker Friedrich Christoph Schlosser war von nachhaltiger Wirkung. 1818 ging er zum Studium der Jurisprudenz und Geschichte nach Heidelberg, schloss seine Studienzeit in Göttingen ab und wurde 1821 zum Dr. jur. promoviert. Während seines Studiums wurde er 1818 Mitglied der Alten Heidelberger Burschenschaft und 1821 Mitglied der Alten Göttinger Burschenschaft. Er ließ sich 1823 in Frankfurt als Rechtsanwalt nieder, wechselte aber 1832 als Stadtgerichtsrat in die Rechtsprechung und war zuletzt von 1839 bis 1849 Appellationsgerichtsrat.
Von 1832 bis 1849 gehörte er dem Senat der Freien Stadt Frankfurt an. Als Senator trat er in liberalem Sinne für den Anschluss Frankfurts an den Zollverein und für den Eisenbahnbau ein. 1838 war er jüngerer Bürgermeister.
1848 gehörte er dem Vorparlament an, das die Frankfurter Nationalversammlung vorbereitete. 1848/1849 war er Bevollmächtigter Frankfurts für die Provisorische Zentralgewalt, der gesamtdeutschen Regierung dieser Zeit. 1849 wurde er von der Nationalversammlung mit der Bildung einer provisorischen Regierung für Schleswig-Holstein beauftragt. Nach dem Scheitern der Deutschen Revolution 1849 gab er sein Senatorenamt auf, blieb aber Mitglied der Gesetzgebenden Versammlung der Freien Stadt Frankfurt, der er von 1832 bis 1857 angehörte, zuletzt als deren Präsident. Als Verleger und Vorsitzender des Patriotischen Vereins trat er für eine Reform der Frankfurter Verfassung, der Konstitutionsergänzungsakte, ein. Nach der Annexion Frankfurts durch Preußen war er von 1868 bis zu seinem Tod Mitglied der Frankfurter Stadtverordnetenversammlung.
Von 1848 bis 1854 beschäftigte er Konrad Duden als Hauslehrer. Souchay war langjähriges Vorstandsmitglied der Polytechnischen Gesellschaft. 1846 gehörte er zu den Hauptrednern des ersten Germanistentages, der in Frankfurt stattfand. 1849 erschien seine juristische Abhandlung Anmerkungen zu der Reformation der Freien Stadt Frankfurt, 1861/1862 die vierbändige Geschichte der deutschen Monarchie von ihrer Erhebung bis zu ihrem Verfall.

## Ehrungen
Eduard Souchay ist auf dem Frankfurter Hauptfriedhof begraben. Sein Grab wurde zum Ehrengrab erklärt und steht unter Denkmalschutz. Nach ihm ist die Souchaystraße in Sachsenhausen benannt.

## Schriften
- Anmerkungen zu der Reformation der Freien Stadt Frankfurt, 2 Bände, Frankfurt 1849
- Geschichte der deutschen Monarchie von ihrer Erhebung bis zu ihrem Verfall, 4 Bände, Frankfurt 1861/62
- Deutschland während der Reformation, 1. Band, Frankfurt 1868